# FC Margveti-2006 Sestaponi
FC Margveti-2006 Sestaponi (georgisch საფეხბურთო კლუბი მარგვეთი ზესტაფონი Sapekhburto Klubi Margweti Sestafoni) ist ein georgischer Fußballverein aus Sestaponi.

## Geschichte
Der Verein wurde 1937 als Metalurgi Sestaponi gegründet. Bis zur Unabhängigkeit Georgiens spielte die Mannschaft in der lokalen Fußballliga. Unter dem Namen Margveti schloss sich der Verein 1990 der 2. Liga an. Nach der ersten Saison stieg man in die Umaghlessi Liga auf. In den ersten fünf Jahren etablierte sich die Mannschaft im Mittelfeld der Liga. 1995/96 wurde das Team Vizemeister und qualifizierte sich für den UEFA Cup.
Zwei Jahre später wurde die Mannschaft Tabellenletzter und stieg ab. Nach finanziellen Problemen musste der Verein 1999 Konkurs anmelden. 2006 wurde in der 3. Liga West ein Neuanfang gestartet.

## Erfolge
- 1. Liga
  - 2. Platz 1996

## Namensänderungen
- 1937 – Metalurgi Sestaponi
- 1990 – Margveti Sestaponi
- 1999 – Metalurgi Sestaponi
- 2006 – Margveti-2006 Sestaponi

## 1. Ligazugehörigkeit
| Saison  | Platzierung |  | Saison  | Platzierung |
| ------- | ----------- |  | ------- | ----------- |
| 1991    | 8.          |  | 1994/95 | 9.          |
| 1991/92 | 8.          |  | 1995/96 | 2.          |
| 1992/93 | 6.          |  | 1996/97 | 7.          |
| 1993/94 | 8.          |  | 1997/98 | 16.         |

## Europapokalbilanz
| Saison  | Wettbewerb | Runde    | Gegner           | Gesamt | Hin     | Rück    |
| ------- | ---------- | -------- | ---------------- | ------ | ------- | ------- |
| 1996/97 | UEFA-Pokal | Vorrunde | Sliema Wanderers | 3:4    | 3:1 (A) | 0:3 (H) |

Gesamtbilanz: 2 Spiele, 1 Sieg, 1 Niederlage, 3:4 Tore (Tordifferenz −1)